# 科尔讷巴里约
科尔讷巴里约（法語：Cornebarrieu，法語發音：[kɔʁnəbaʁjø]）是法国上加龙省的一个市镇，位于图卢兹市区西北，属于图卢兹区。

## 地理
科尔讷巴里约（43°38'58"N, 1°19'35"E）面积18.7 平方千米，位于法国奧克西塔尼大區上加龙省，该省份为法国西南部内陆省份，西南端与西班牙接壤，自此顺时针与上比利牛斯省、热尔省、塔恩-加龙省、塔恩省、奥德省和阿列日省接壤。
与科尔讷巴里约接壤的市镇（或旧市镇、城区）包括：欧索讷、科洛米耶、布拉尼亚克、蒙东维尔、皮布拉克。

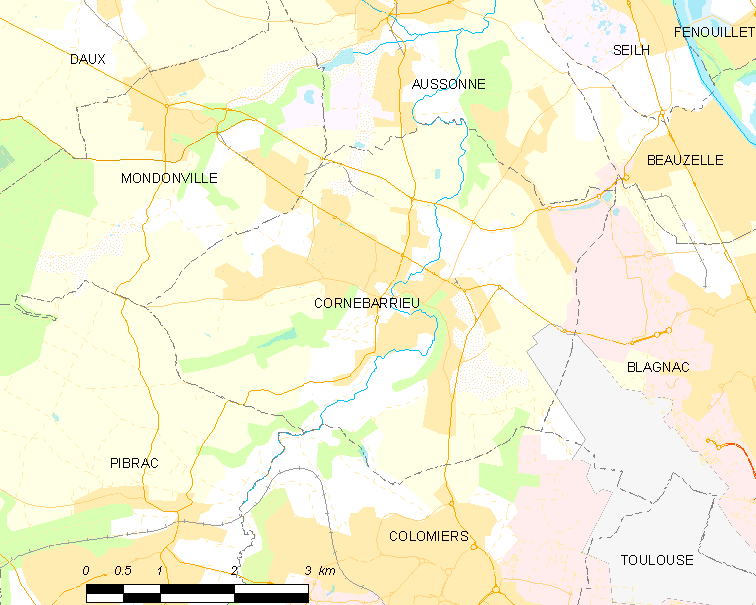
科尔讷巴里约的OSM定位图

科尔讷巴里约的时区为UTC+01:00、UTC+02:00（夏令时）。

## 行政
科尔讷巴里约的邮政编码为31700，INSEE市镇编码为31150。

## 政治
科尔讷巴里约所属的省级选区为布拉尼亚克县。

## 人口

1962-2008年间科尔讷巴里约人口变化图示

科尔讷巴里约于2022年1月1日时的人口数量为8571人。